# Étoile de Bessèges 2010
| Sieger   | Samuel Dumoulin    | 17:10:27 h |
| Zweiter  | Matthieu Ladagnous | + 0:03 min |
| Dritter  | Pieter Ghyllebert  | + 0:04 min |
| Vierter  | Thomas De Gendt    | gl. Zeit   |
| Fünfter  | Julien Loubet      | + 0:05 min |
| Sechster | Arnaud Gérard      | + 0:06 min |
| Siebter  | Sander Armée       | + 0:07 min |
| Achter   | Laurent Lefèvre    | gl. Zeit   |
| Neunter  | Blel Kadri         | + 0:08 min |
| Zehnter  | Pierrick Fédrigo   | gl. Zeit   |

Der 38. Étoile de Bessèges war ein Straßenradrennen, das vom 3. bis 7. Februar 2010 in fünf Etappen über 720 km im Rahmen der UCI Europe Tour 2010 stattfand. Gesamtsieger wurde der Franzose Samuel Dumoulin vom Team Équipe Cofidis.

## Teams
- ag2r La Mondiale
- Bbox Bouygues Télécom
- Big Mat-Auber 93
- Bretagne-Schuller
- Équipe Cofidis
- Française des Jeux
- Roubaix Lille Métropole
- Saur-Sojasun
- Landbouwkrediet
- Topsport Vlaanderen-Mercator
- Verandas Willems
- CarmioOro NGC
- Team Sky
- Skil-Shimano
- Vacansoleil
- An Post-Sean Kelly
- Astana
- Cervélo TestTeam

## Etappen
| Etappe    | Tag        | Start–Ziel                         | km  | Etappensieger   | Führender       |
| --------- | ---------- | ---------------------------------- | --- | --------------- | --------------- |
| 1. Etappe | 3. Februar | Aigues-Mortes–Le Grau-du-Roi       | 146 | Borut Božič     | Borut Božič     |
| 2. Etappe | 4. Februar | Nîmes–Saint-Ambroix                | 141 | Borut Božič     | Borut Božič     |
| 3. Etappe | 5. Februar | Pont-Saint-Esprit–Bagnols-sur-Cèze | 148 | Samuel Dumoulin | Borut Božič     |
| 4. Etappe | 6. Februar | Alès–Alès                          | 140 | Arnaud Molmy    | Arnaud Molmy    |
| 5. Etappe | 7. Februar | Gagnières–Bessèges                 | 145 | Niko Eeckhout   | Samuel Dumoulin |